# 甘恩峰
甘恩峰（英語：Gunn Peaks），是南極洲的山峰，位於帕爾默地南部，處於旺山以東17公里，美國地質調查局根據測量和美國海軍拍攝的空中照片繪入地圖，現時由南極條約體系管理。